# Мелетий Ковач
Мелетий Ковач (на унгарски: Meletius Kovács; на румънски: Meletie Covaci) е православен и впоследствие източнокатолически австрийски духовник от арумънски македонски произход, титулярен тегейски епископ и глава на румънските униати в Надварад от 16 септември 1748 година до смъртта си на 11 април 1775 година.

## Биография
Роден е във влашко (арумънско) семейство в южномакедонския град Негуш в 1707 година. Емигрира в Австрийската империя и е ръкоположен за свещеник на 29 юни 1734 година от православния епископ Исая Арадски. В 1736 година Мелетий Ковач приема унията на религиозна церемония в Надварад (Орадя) и става католически свещеник, а по-късно протопоп в Бихардиосег (Диосиг) и след това в Надварад.
По предложение на местното свещенство на 16 септември 1748 година папа Бенедикт XIV го назначава за викарен епископ на римокатолическата Орадийска епархия, отговарящ за униатските енории и Мануил Олшавски, апостолически викарий на Мункач, го ръкополага за титулярен тегейски епископ. Това не задоволява румънците в диоцеза, които искат независима епархия. В 1753 година в областта идва сръбския православен епископ Синесий Арадски, който с големи обещания успява да върне голяма част от приелите унията румънци обратно в православието. Движението, предизвикано от сръбския епископ, предизвика смущения и насилие между униатите и православните. Латинският епископ на Надварад Адам Патачич и епископ Синесий Арадски се оплакват във Виена и се обвиняват взаимно. В резултат на оплакванията императрица Мария Тереза създава анкетна комисия, която минава от село на село, за да установи дали жителите искат да останат в унията или да изберат православието. Епископ Ковач се стреми да издейства изпълнение на исканията на униатите и моли анкетната комисия да бъде отделен от римокатолическата епископия и викариатът да се повиши в ранг на автономна епископия, с отделен глава, румънски държавни училища, богословска семинария, манастир и по-добро заплащане на духовенството. Ковач получава само по-добро заплащане за свещенството в 95-те енории, съществуващи в 1756 година.
Мелетий Ковач умира на 11 април 1775 година в Орадя.